# Klaus-Dieter Sieloff
Klaus-Dieter Sieloff (Tilsit, Alemania nazi, 27 de febrero de 1942-Stuttgart, Alemania, 13 de diciembre de 2011) fue un futbolista alemán que jugaba como defensa.
Su hija Anke es cantante de ópera.

## Selección nacional
Fue internacional con la selección de Alemania Federal en 14 ocasiones y convirtió 5 goles. Fue convocado a las Copas del Mundo de 1966 (subcampeón) y 1970 (tercer lugar), sin jugar en ninguna de las dos ediciones.

### Participaciones en Copas del Mundo
| Mundial                        | Sede       | Resultado    | Partidos | Goles |
| ------------------------------ | ---------- | ------------ | -------- | ----- |
| Copa Mundial de Fútbol de 1966 | Inglaterra | Subcampeón   | 0        | 0     |
| Copa Mundial de Fútbol de 1970 | México     | Tercer lugar | 0        | 0     |

## Clubes
| Club                     | País             | Año       |
| ------------------------ | ---------------- | --------- |
| VfB Stuttgart            | Alemania Federal | 1960-1969 |
| Borussia Mönchengladbach | Alemania Federal | 1969-1974 |
| Alemannia Aachen         | Alemania Federal | 1974-1976 |
| TSG Backnang 1919        | Alemania Federal | 1976-1977 |

## Palmarés

### Campeonatos nacionales
| Título           | Club                     | País             | Año  |
| ---------------- | ------------------------ | ---------------- | ---- |
| Bundesliga       | Borussia Mönchengladbach | Alemania Federal | 1970 |
| Bundesliga       | Borussia Mönchengladbach | Alemania Federal | 1971 |
| Copa de Alemania | Borussia Mönchengladbach | Alemania Federal | 1973 |

## Condecoraciones
| Distinción      | Año  |
| --------------- | ---- |
| Laurel de Plata | 1966 |